# Phi Virginis
Phi Virginis (φ Virginis, abrégé φ Vir) dans la Désignation de Bayer est une étoile de la constellation de la Vierge de magnitude apparente +4.81.  

## Nomenclature
Elgafar est le nom propre aujourd'hui approuvé  pour Gamma Virginis / φ Vir par l’Union astronomique internationale (UAI). Il a été récemment introduit pour cette étoile par Jack. W. Rhoads (1971) sous la forme Algafar à partir de la transcription donnée par Richard Allen pour Iota Virginis. 
En fait, le nom vient de l’arabe الغفر al-Ġafr, qui est, dans les calendriers arabes traditionnels, le nom du groupe ικλ Vir, lequel constitue la XVe des manāzil al-qamar ou « stations lunaires », dont le sens originel reste obscur, et qui a donné Algafora dans les premières listes latines de stations lunaire autour de l’an mil. Pour ᶜAbd al-Raḥmān al-Sūfī (964) « ce nom est dû au peu d’éclat de ses étoiles : on dit en effet ġufirat […], “être caché” », ce qui pourrait s’expliquer par le fait que cette station vient après al-Simāk [α Vir], qui brille d’un vif éclat. Comme le dit encore al-Ṣūfī, d’autres disent que ces étoiles « s’appellent al-Ġafr, qui vient de al-ġūfra, “les crins de l’extrémité de la queue” du Lion ». Cela prouve que cette étoile a été très tôt intégrée dans la figure du Superlion arabe. 